# Madrepora oculata
Madrepora oculata is een rifkoralensoort uit de familie Oculinidae. De wetenschappelijke naam is gepubliceerd in 1758 door Linnaeus in de tiende editie van Systema naturae.